# Elias Edström
Elias Edström, född 19 april 1995 i Glommersträsk, är en svensk professionell ishockeyforward. Hans moderklubb är MG/Arvidsjaur HC.
Edström är yngre bror till ishockeybacken Rasmus Edström.